# Àrea marina Costa de Llevant
Àrea marina Costa de Llevant este o arie protejată (sit de importanță comunitară — SCI) din Spania întinsă pe o suprafață de 1.998,88 ha, integral marine.

## Localizare
Centrul sitului Àrea marina Costa de Llevant este situat la coordonatele 39°29′06″N 3°19′04″E / 39.485°N 3.3177°E.

## Înființare
Situl Àrea marina Costa de Llevant a fost declarat sit de importanță comunitară în aprilie 2004 pentru a proteja 2 specii de animale.

## Biodiversitate
Situată în ecoregiunile marină mediteraneană și mediteraneană, aria protejată conține 1 habitat natural: Straturi cu Posidonia (Posidonion oceanicae).
La baza desemnării sitului se află mai multe specii protejate:
- mamifere (1): delfin mare (Tursiops truncatus)
- reptile (1): Caretta caretta